# Jonas Paukštė
Jonas Paukštė (nacido el 10 de septiembre de 2000 en Vilnius, Lituania), es un jugador de baloncesto lituano que pertenece a la plantilla del Club Baloncesto Zamora de la Liga LEB Plata. Con una altura oficial de 2,24 metros, juega en la posición de pívot.

## Trayectoria
Es un pívot formado en las categorías inferiores del Lietuvos rytas de su ciudad natal y considerado como  el jugador más alto de la historia lituana superando incluso a estrellas como Arvydas Sabonis y Žydrūnas Ilgauskas. 
En la temporada 2017-18, firma por el Perlas Vilnius de la Nacionalinė krepšinio lyga, la segunda división lituana.
En verano de 2018, llega a España para jugar en el Saski Baskonia B de Liga LEB Plata.
En la temporada 2019-2020, firma por el CB Clavijo  de Liga LEB Plata.
En 2020, regresa a su país para firmar por el BC Šiauliai de la Lietuvos krepšinio lyga. En su segunda temporada, sería cedido al BC Mažeikiai de la Nacionalinė krepšinio lyga.
En la temporada 2022-23, firma por el Klaipėdos Neptūnas-Akvaservis de la Nacionalinė krepšinio lyga.
El 26 de julio de 2023, firma por el Club Baloncesto Zamora de la Liga LEB Plata.